# 태풍 마이삭 (2015년)
2015년 제4호 태풍 마이삭 (태풍 번호: 1504, JTWC 지정 번호: 04W, 국제명:MAYSAK) 은 3월 28일 오전 3시에 중심기압 1002hPa, 최대풍속 18m/s, 강풍 반경 220km, 크기 '소형'의 열대폭풍으로 미국 괌 동남동쪽 약 1,390km 부근 해상에서 발생하였다.(일본 기상청 태풍정보 기준) 발생 이후 서~서북서진하며 발달해서 3월 31일 오후 9시에 미국 괌 남서쪽 약 640km 부근 해상에서 중심기압 905hPa, 최대풍속 59m/s, 강풍 반경 390km(북쪽 반경)의 세력 '맹렬함', 크기 '중형'(일본 기상청 태풍정보 기준)의 태풍으로 최성기를 맞이하였다. 최성기 이후 서~서북서진하며 필리핀에 접근하면서 약화되었고, 4월 5일 오후 3시에 필리핀 마닐라 북쪽 약 320km 부근 육상에서 중심기압 1000hPa의 열대저압부로 소멸하였다.(한국 기상청 태풍정보 기준으로는 중심기압 1002hPa) 마이삭은 캄보디아에서 제출한 이름으로 나무의 한 종류를 의미한다. 3월 31일 오후 9시에 미국 괌 남서쪽 약 640km 부근 해상에서 최성기 세력 중심기압 905hPa, 최대풍속 59m/s로 관측 사상 3월 최강의 태풍이자 4월 최강 태풍으로 기록되었지만 4월 최강 태풍은 태풍 수리개가 895hPa를 달성해 4월 최강 태풍 2위로 떨어졌다.

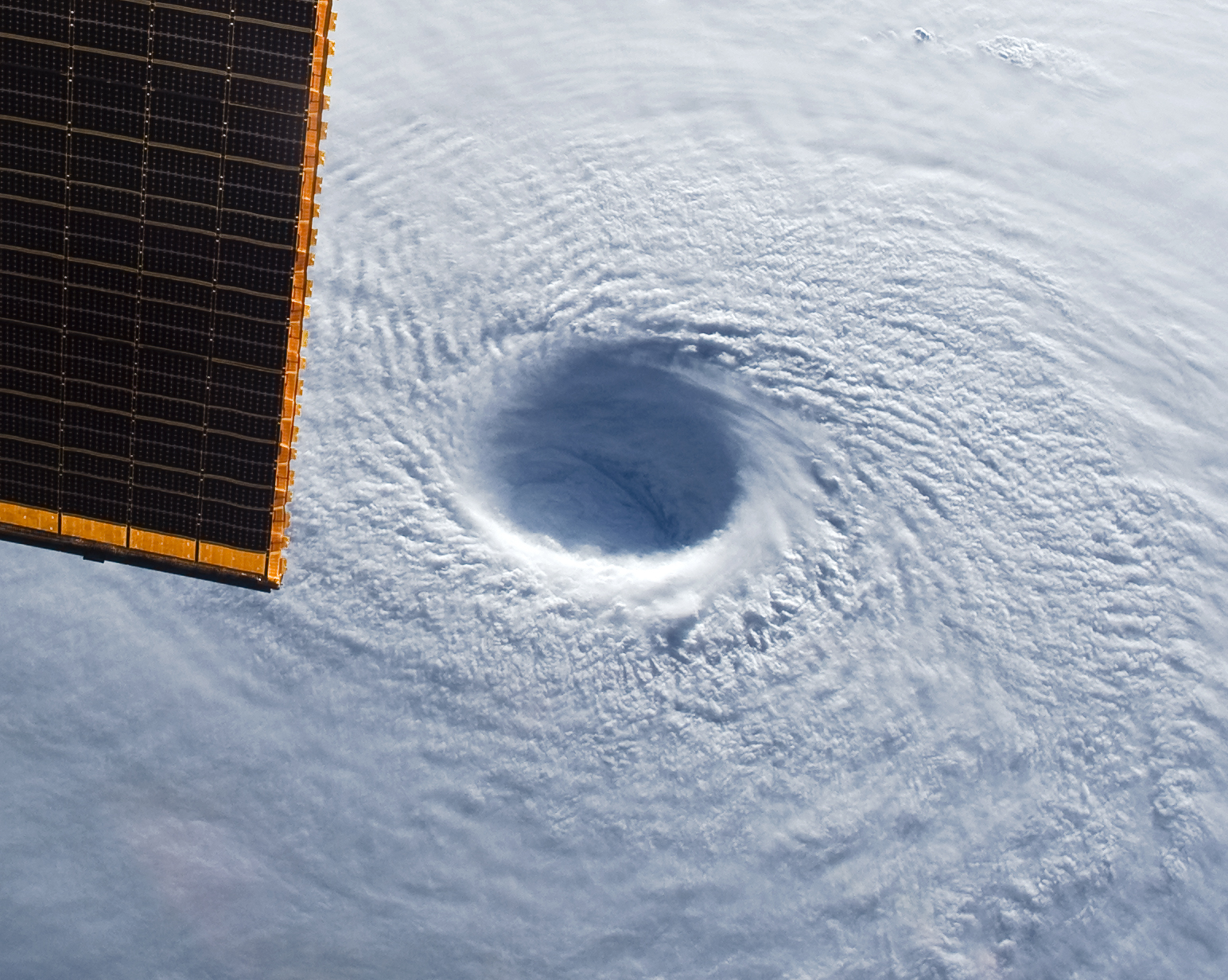
태풍의 눈

| 순위 | 태풍번호                 | 태풍이름                         | 최저기압 |
| ---- | ------------------------ | -------------------------------- | -------- |
| 1위  | 2102                     | 수리개                           | 895hPa   |
| 2위  | 1504                     | 마이삭                           | 910hPa   |
| 3위  | 1803                     | 즐라왓                           | 915hPa   |
| 4위  | 6301 8902                | 올리브 앤디                      | 920hPa   |
| 5위  | 5903 6202 6704 7603 0302 | 틸다 조지아 바이올렛 마리 구지라 | 930hPa   |
| 6위  | 5603 6202 6801 0503      | 셀마 조지아 진 선까              | 935hPa   |
| 7위  | 6903 9701 0401           | 수잔 아이사 수달                 | 940hPa   |
| 8위  | 2201                     | 말라카스                         | 945hPa   |
| 9위  | 7802                     | 올리브                           | 955hPa   |
| 10위 | 7103 7903 8203           | 베라 세실 오데사                 | 965hPa   |

## 같이 보기
- 태풍 아이사
- 태풍 노을 (2015년)
- 태풍 우딥 (2019년)
- 태풍 팁 (1979년)
- 태풍 수리개